# Эми Вакс
Эми Лора Вакс [Amy Laura Wax] (род. 19 января 1953) — американский юрист, невролог и публицист; профессор права на юридическом факультете Пенсильванского университета.
В её публикациях рассматриваются вопросы законодательства и политики в области социального обеспечения, а также отношения в семье, на рабочем месте и на рынках труда. Она часто делала критические замечания о не-белых расах.

## Ранние годы
Вакс родилась и выросла вместе со своими двумя сестрами в еврейской семье в Трое, штат Нью-Йорк, где она посещала государственные школы. Ее отец работал в швейной промышленности, а мать была учителем и администратором в Олбани, штат Нью-Йорк.

## Образование
Вакс окончила Йельский университет (бакалавр молекулярной биофизики и биохимии, диплом с отличием, 1975). Затем она поступила в Сомервиль-колледж в Оксфорде (стипендия Маршалла по физиологии и психологии, 1976).
Затем она училась в Гарвардской медицинской школе (доктор медицины, 1981 г.) и Гарвардской школе права (первый год юридического факультета, 1981 г.). Вакс занимась медициной с 1982 по 1987 год, проходила резидентуру по неврологии в Нью-Йоркском госпитале-Корнеллском медицинском центре и работала консультирующим неврологом в клинике в Бронксе и в медицинской группе в Бруклине. Она получила юридическое образование в Колумбийской школе права (JD 1987; редактор Columbia Law Review), работая неполный рабочий день, чтобы закончить юридическую школу.
Затем Вакс работала клерком у судьи Эбнера Миквы в Апелляционном суде США по округу Колумбия с 1987 по 1988. В 1988 году она была принята в коллегию адвокатов штата Нью-Йорк.

## Юридическая карьера
Вакс сначала работала в Управлении генерального солиситора США Министерства юстиции США с 1988 по 1994 год. За время своего пребывания в офисе она представила 15 дел в Верховном суде США. Она преподавала на юридическом факультете Университета Вирджинии с 1994 по 2000 год.
Вакс — профессор права на юридическом факультете Пенсильванского университета с 2001 года. Она получила Премию А. Лео Левина за выдающиеся достижения в вводном курсе и Мемориальную премию Харви Левина за выдающиеся достижения в преподавании. В 2015 году она получила премию Линдбака за выдающееся преподавание, что сделало ее одним из трех профессоров права Пенсильванского университета, получивших эту награду за 20 лет.
Ее академическое внимание сосредоточено на законах и политике социального обеспечения, а также на отношениях в семье, на рабочем месте и на рынках труда. Вакс является автором книги «Раса, урон и возмещение: групповая справедливость в 21 веке» (2009 г.).

## Спорные заявления

### Заявления о расе и культуре
В августовской статье 2017 года в The Philadelphia Inquirer под названием «Расплата за упадок буржуазной культуры страны» она написала вместе с профессором права из Сан-Диего Ларри Александром, что с 1950-х годов упадок «буржуазных ценностей» (таких как упорная работа, самодисциплина, ценность семьи и уважение к власти) способствовали социальным бедам, таким как снижение уровня участия мужчин в рабочей силе до уровней эпохи Великой депрессии, повсеместное злоупотребление опиоидами, половина всех детей рождена матерями-одиночками, и многие студенты колледжей не имеют базовых навыков. Авторы утверждали, что «не все культуры равны. Или, по крайней мере, они не равны в подготовке людей к продуктивной работе в условиях развитой экономики». Она сказала The Daily Pennsylvanian, что «все хотят переехать в страны, которыми правят белые европейцы» из-за их «более высоких» нравов. В том же интервью Вакс всячески подчеркивала, что не верит в превосходство одной расы над другой, а описывает ситуацию в разных странах и культурах.
В сентябре 2017 года, в подкаст-интервью с профессором Гленном Лури, Вакс сказала: «Возьмите юридическую школу Пенсильванского университета или какую-нибудь юридическую школу из 10 лучших… Вот очень неудобный факт… Я не думаю, что когда-либо видела чернокожего выпускника в верхней четверти класса и очень редко в верхней половине… Я могу вспомнить [лишь] одного или двух [чернокожих] студентов, чьи суммарные оценки были в верхней половине моего обязательного курса первого года обучения», и сказала, что юридическая школа Пенсильванского университета обязывает соблюдать расовое разнообразие в своём журнале. Декан юридического факультета Пенсильванского университета Теодор Ругер ответил: «Некоторые чернокожие студенты закончили юридический факультет Пенсильванского университета лучшими в своем классе, и наш журнал не проталкивает разнообразие. Скорее, его редакторы выбираются на основе конкурсного процесса». Однако Ругер не привёл никаких подтверждающих данных, несмотря на призывы прессы.
В июле 2019 года на первой конференции по национальному консерватизму, организованной Фондом Эдмунда Берка, Вакс сказала: «Принятие… национализма культурной дистанции… означает принятие позиции, согласно которой нашей стране будет лучше, если будет больше белых и меньше не-белых». Далее она объяснила, что ее идеи были о культуре, а не о расе, но расовый состав рассматриваемых обществ привел к тому, что большинство ученых полностью избегают этой темы.

#### Реакции
Петиция в августе 2017 года с требованием уволить Вокса собрала около 4000 подписей. В том же месяце 33 ее коллеги-преподавателя юридического факультета Пенсильванского университета подписали открытое письмо, осуждающее заявления Вакс, сделанные в ее статье для Philadelphia Inquirer и интервью Daily Pennsylvanian. Отделение Национальной гильдии юристов Пенсильванского университета осудило ее комментарии. Профсоюз аспирантов заявил: «Мы возмущены тем, что представитель нашего сообщества поддерживает и публикует эти ненавистнические и регрессивные взгляды». Аса Халиф, лидер Black Lives Matter Пенсильвании, потребовал уволить Вакс. Халиф сказал, что он уведомил университет, что, если Вакс не уволят в течение недели, он начнет срывать университетские занятия и другие мероприятия серией акций протеста.
В результате этих разногласий в марте 2018 года декан Ругер отстранил Вакс от преподавания учебных курсов для первокурсников. Он осудил ее комментарии как «отвратительные», а на всеобщем собрании студентов сказал, что «её присутствие здесь… меня злит, бесит… она все еще здесь работает… [это] отстой», но «единственный способ избавиться от штатного профессора — это такой процесс… это займет месяцы».

В статье The Wall Street Journal за март 2018 года, озаглавленной «Университет отрицания; агрессивное подавление правды — центральная черта американского высшего образования», Вакс написала:
Мышление, которое ценит открытость, понимает, что правда может быть неловкой и неудобной… Удержание и сокрытие информации, относящейся к таким различиям… нарушает основные принципы честной игры… Университеты, как и другие институты, безжалостно скрывают такие факты.
Правый политолог Мона Чарен заявила, что статья о буржуазных ценностях «не содержала ни капли расизма» и что «если левые не смогут отличить разумные академические аргументы от гнусных расистских инсинуаций, это усилит тех самых экстремистов, которых они опасаются». В статье в Wall Street Journal политический обозреватель Хизер Мак Дональд раскритиковала «истерический ответ» на статью Вакс. Член наблюдательного совета юридического факультета Пенсильванского университета Пол Леви подал в отставку в знак протеста против того, что он назвал «позорным обращением» с Вакс. Леви написал в своем заявлении об отставке: «Запрещая Вакс учить первокурсников, вы не исправите академический или социальный урон. Скорее, вы подавляете то, что имеет решающее значение для либерального образовательного проекта: открытые, активные и критические дебаты о различных взглядах на важные социальные проблемы» .
«Новый критерий» писал: «Декан Ругер, возможно, пожелает ознакомиться с исследованием, опубликованным в Stanford Law Review в 2004 году, которое показало, что на самых элитных юридических факультетах… только 8 процентов чернокожих первокурсников были в верхней половине своего класса.» Роберт Вербрюгген, заместитель управляющего редактора National Review, процитировал документы, которые, по его словам, подтверждают утверждения Вакс, и написал: «Если данные юридического факультета Пенсильванского университета отличаются от этих, или если что-то изменилось за последние годы, то дайте посмотреть на конкретные цифры».
Джонатан Циммерман, преподаватель педагогики и истории в Пенсильванском университете, написал: «Я думаю, что многое из того, что говорит Эми Вакс, ошибочно. Но… Я также считаю своим долгом защищать ее право говорить это и призывать к более честным и справедливым дебатам по этому поводу… мы должны желать чтобы все услышали что она говорит, чтобы они могли прийти к своим собственным обоснованным выводам.»

### Расистские высказывания
В 2021 году Вакс написала, что «Соединенным Штатам лучше с меньшим количеством азиатов», утверждая, что азиаты неблагодарны за преимущества жизни в США и непропорционально голосуют за «пагубную» Демократическую партию, что она назвала «загадочным», потому что Демократическая партия «требует равных результатов, несмотря на явные… групповые различия» (имея в виду что по групповым достижениям азиаты намного превосходят чернокожих) и «превозносит чернокожих». Она благосклонно процитировала Эноха Пауэлла, призвав к более строгим иммиграционным ограничениям по расовому признаку в отношении азиатов.
В апреле 2022 года Вакс заявила в программе Tucker Carlson Today, что «чернокожие» и другие «незападные» группы питают «обиду, стыд и зависть» к белым западным людям за их «огромные достижения и вклад». Затем Вакс атаковала индийских иммигрантов за критику принявшей их Америки, в то время как «их страна исхода — отхожее место», и продолжила, что «роль зависти и стыда в том, как третий мир относится к первому миру… создает неблагодарность самого чудовищного вида».

#### Реакции
Декан юридической школы Пенсильванского университета Теодор Ругер назвал заявления Вакс об азиатах «расистскими», «о превосходстве белой расы» и «диаметрально противоречащими политике и духу этого учреждения». Гленн Лори, профессор Брауновского университета, который брал интервью, назвал ее комментарии «возмутительными» и сказал: «То, что она сказала об азиатах, могло быть сказано и было сказано о евреях не так давно. Сегодня мы называем это антисемитизмом». По состоянию на 5 января почти 9000 студентов-юристов подписали петицию об отстранении Вакс от работы. Её заявления вызвали осуждение как в местных газетах Пенсильвании, так и в национальной прессе.
Её заявления вызвали резкую критику со стороны индийско-американского сообщества, в том числе препосавателя юридического факультета Пенсильванского университета Нила Махиджи и федерального законодателя Раджи Кришнамурти, которые назвали эти комментарии безответственными и сказали: «Такие комментарии вызывают ненависть и страх и наносят реальный вред сообществам меньшинств».